# Distretto di Tha Chang (Surat Thani)
Il distretto di Tha Chang (in thailandese: ท่าฉาง) è un distretto (amphoe) della Thailandia, situato nella provincia di Surat Thani.